# ルドゼム
ルドゼム（ブルガリア語: Рудозем、[rudoˈzɛm]）は、ブルガリア南部のスモリャン州のギリシャ国境近くにある町。ロドピ山脈の山あいの、エルホヴォ川とチェピノ川がアルダ川に合流する地点に位置する。同名のルドゼム市の行政の中心地。人口は3583人（2009年12月）である。
町名はブルガリア語で鉱石を意味する ruda と、土地を意味する zem からなる合成語で、この地域の鉱物資源の豊かさを表している。かつてはパラスという地名だった。オスマン帝国時代の1867年から1912年には、エディルネ州イスケチェ県に所属していた。
南極のファリエール海岸にあるルドゼム高地は、この町の名前に由来する。